# Sanshan, Fujian
Sanshan (kinesiska: 三山) är en köping i sydöstra Kina. Den ligger i Fuqing i staden Fuzhou i provinsen Fujian, omkring 64 kilometer söder om provinshuvudstaden Fuzhou. Antalet invånare är 83 732. Befolkningen består av 42 082 kvinnor och 41 650 män. Barn under 15 år utgör 19,0 %, vuxna 15-64 år 70 %, och äldre över 65 år 10,0 %.